# Radiostacja R-110
Radiostacja R-110 – krótkofalowa, nadawczo-odbiorcza radiostacja dużej mocy, do przewożenia na 5 lub 3 samochodach Ził-157, eksploatowana w Wojsku Polskim.
Była sprzętem wyprodukowanym po wojnie w ZSRR zakupionym na potrzeby jednostek wojsk łączności, jednostek wojsk radiotechnicznych i stacjonarnych centrów nadawczych.
Wersje radiostacji:
- R-110 – wersja na 5 samochodach ZIŁ-157,
- R-110M – wersja na 3 samochodach ZIŁ-157,
- R-110M2 – wersja na 3 samochodach ZIŁ-157 z unowocześnionym sprzętem.

## Przeznaczenie
Radiostacja przeznaczona była do utrzymywania łączności fonicznej lub telegraficznej (ręcznej i dalekopisowej) na bardzo duże odległości (do 8000 km).
W latach 60.-90. zabezpieczała łączność ze Sztabem Zjednoczonych Sił Układu Warszawskiego początkowo ze stacjonarnych centrów radiowych. Od końca lat 70. treningi łączności głównie z Flotą Bałtycką (Kaliningrad) prowadziły radiostacje R-110 z 2 Brygady Łączności.
W ramach tworzonej Polskiej Stacji Antarktycznej w 1977 roku, w celu zabezpieczenia łączności z krajem, z pierwszą grupą naukowców popłynął tam nadajnik radiostacji R-110 (reszta urządzeń była jeszcze poufna) z wojskowymi operatorami.
Dla zabezpieczenia łączności Polskiej Misji ONZ w Egipcie w 1973 roku wysłana tam została kompletna radiostacja R-110M z 1 Pułku Łączności w Wałczu. Radiostacji tej używała też Polska Misja ONZ w Wietnamie.
W wojskach radiotechnicznych (pułki zakłóceń radiowych) nadajnik WJAZ-M2 był bardzo skutecznym urządzeniem (był do tego przystosowany). W okresie tzw. zimnej wojny tuż za wschodnimi granicami Polski, nadajniki takie pracowały zakłócając „Radio Wolna Europa” z antenami ukierunkowanymi na Polskę i Czechosłowację.

## Foto galeria R-110

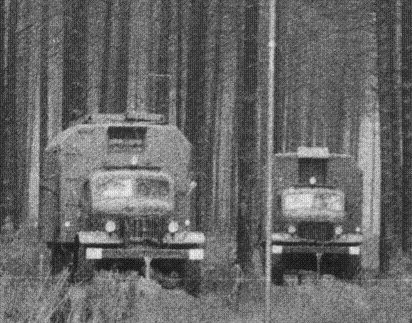
Samochód nadawczy i zasilania radiostacji R-110M
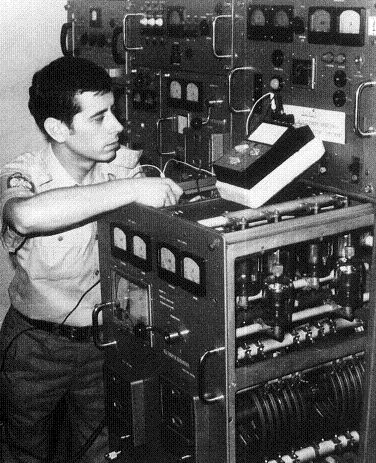
Nadajnik WJAZ radiostacji R-110M
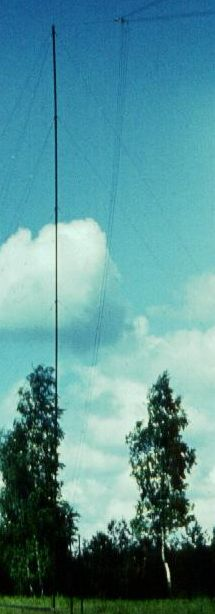
Maszt anteny nadawczej radiostacji R-110M

## Ukompletowanie
- wersja R-110 na 5 samochodach:
  - samochód odbiorczy (odbiorniki, stojak sterowania i łączności oraz zespoły spalinowe)
  - samochód anten odbiorczych (dipol odbiorczy, antena rombowa, anteny fali bieżącej)
  - samochód nadawczy (nadajnik, część osprzętu antenowego, stojak sterowania)
  - samochód zasilania (zespół spalinowo-elektryczny, zapasowe zbiorniki paliwa)
  - samochód anten nadawczych (dipole nadawcze, antena „V”, antena rombowa)

- wersja R-110M na 3 samochodach:
  - samochód odbiorczy:
    - odbiornik BERYL-2 2 szt.
    - odbiornik R-250M
    - stojak sterownia
    - radiolinia R-403ŁM
    - dalekopis taśmowy STA-2MF 2 szt.
    - klucz automatyczny Morse’a R-010
    - radiostacja UKF R-105M
    - zespół spalinowo-elektryczny AB-4-T/230 2 szt.
    - maszt antenowy składany 12 m 2 szt.
    - maszt antenowy składany 12 m (do radiolinii)
    - anteny odbiorcze
    - kable zasilania i manipulacyjne
    - fidery antenowe
    - ogrzewacz benzynowy R-030

  - samochód nadawczy:
    - nadajnik radiostacji WJAZ-M2
    - stojak sterowania
    - radiolinia R-403ŁM
    - radiostacja UKF R-105M
    - maszt antenowy składany 12 m
    - maszt antenowy składany 12 m (do radiolinii)
    - maszt antenowy składany 22,5 m z systemem podnoszenia za pomocą rei
    - anteny nadawcze i fidery
    - ogrzewacz benzynowy R-030

  - samochód zasilania:
    - zespół spalinowo-elektryczny AD-30-T/400 z wysokoprężnym silnikiem JAZ
    - zespół spalinowo-elektryczny AB-1-O/230
    - radiostacja UKF R-105M
    - ogrzewacz benzynowy R-030

- wersja R-110M2 na 3 samochodach:

Mankamentem radiolinii R-403ŁM był jej zakres roboczy w paśmie stosowanej w Polsce radiofonii FM (67–73 MHz). W wersji tej wyprodukowanej już w latach 1975–1976 przestarzałą radiolinię, w wozach nadawczym i odbiorczym zamieniono na pracującą już w paśmie decymetrowym radiolinię R-405D. Ponadto po zmianach konstrukcyjnych stojaków sterowania dodano do nich: dwutorowe urządzenia telefoniczne P-309 i czterokanałowe urządzenia telegrafii wielokrotnej P-318-4 z przystawkami dalekopisowymi i urządzeniem rozmówniczym UTTP. Usprawniło to system sterowania nadajnika dając do dyspozycji operatorów 4 dwutorowe kanały telegraficzne. Dało to nowe możliwości: załączenie wysokiego napięcia nadajnika zdalne – z wozu odbiorczego, sygnalizację promieniowania nadajnika w wozie odbiorczym i sterowanie dodatkowego nadajnika np. R-102MZ rozwiniętego obok nadajnika R-110M2.
Z uwagi na posiadanie 2 odbiorników BERYL-2, przy zastosowaniu 2 anten fali bieżącej odpowiednio rozstawionych w terenie, w radiostacji była możliwość realizacji tzw. „odbioru zbiorczego” uniezależniającego od zaników odbioru występujących na falach krótkich.

## Dane taktyczno-techniczne

### Zakres częstotliwości
- nadajnika: 1,5 – 30 MHz
- odbiornika BERYL-2 1 – 30 MHz
- odbiornika R-250M1 1,5 = 25,5 MHz

### Sterowanie nadajnika
- po 5 parowym kablu manipulacyjnym
- w kanałach radiolinii do 20 km
- poprzez inne środki (aparatownie zdalnego sterowania -AZS)
- poprzez 1 lub 2 parowy kabel (w R-110M2 dzięki zastosowaniu urządzeń P-309 i P318-4)

### Źródła sterowania
- ręczny lub automatyczny klucz telegraficzny z wozu odbiorczego
- kluczem telegraficznym lub z mikrofonu z wozu nadawczego (w ramach sprawdzenia)
- praca z mikrofonu z wozu odbiorczego lub zewnętrznej aparatowni
- praca dalekopisem z wozu odbiorczego lub zewnętrznej aparatowni
- praca z zewnętrznej telegraficznej aparatowni utajniającej

### Moc nadajnika
- emisje telegraficzne 5000 W (A1, F1, F6)
- praca telefoniczna do 3500 W (A3)
- pobór mocy do 25 kW

### Emisje
- manipulacja amplitudy A1
- manipulacje częstotliwości F1-125, 250 i 500 Hz
- dwukanałowa manipulacje częstotliwości F6–250 Hz
- modulacja amplitudy A3 (dwuwstęgowa)

### Anteny radiostacji
- nadawcze:
  - antena awaryjna (parasol na maszcie 12 m)
  - antena typu „V” 2 × 156 m na maszcie 22,5 m)
- odbiorcze:
  - dipol symetryczny 2 × 20 m
  - skośny promień
  - anteny fali bieżącej 250 m, 2 komplety